# مات ريفيس
مات ريفيس (بالإنجليزية: Matt Reeves) (مواليد 27 أبريل 1966) هو مخرج أفلام وكاتب سيناريو أمريكي.

## وصلات خارجية
- مات ريفيس على موقع IMDb (الإنجليزية)
- مات ريفيس على موقع روتن توميتوز (الإنجليزية)
- مات ريفيس على موقع مونزينجر (الألمانية)
- مات ريفيس على موقع ألو سيني (الفرنسية)
- مات ريفيس على موقع ميوزك برينز (الإنجليزية)
- مات ريفيس على موقع أول موفي (الإنجليزية)
- مات ريفيس على موقع بوكس أوفيس موجو (الإنجليزية)
- مات ريفيس على موقع قاعدة بيانات الأفلام السويدية (السويدية)
- مات ريفيس على موقع إن إن دي بي (الإنجليزية)
- مات ريفيس على موقع قاعدة بيانات الفيلم (الإنجليزية)